# Анта (Португалія)
А́нта (порт. Anta; МФА: [ˈɐ̃.tɐ]) — колишня парафія в Португалії, в муніципалітеті Ешпіню. Перебувала у складі округу Авейру.  Входила до регіону Північ. За старим адміністративним поділом, що був чинним до 1976 року, територія парафії належала провінції Берегове Дору.  Ліквідована 28 січня 2013 року. Увійшла до складу парафії Анта і Гетін. Площа парафії — 6,17 км², населення — 10 363 ос. (2011), густота населення — 1679,58 осіб/км²
. Патрон — святий Мартин. Поштовий індекс — 4500. Код  — 010701.

## Географія

Ешпіню (2013)

## Населення
| Кількість мешканців | Кількість мешканців | Кількість мешканців | Кількість мешканців | Кількість мешканців | Кількість мешканців | Кількість мешканців | Кількість мешканців | Кількість мешканців | Кількість мешканців | Кількість мешканців | Кількість мешканців | Кількість мешканців | Кількість мешканців | Кількість мешканців |
| ------------------- | ------------------- | ------------------- | ------------------- | ------------------- | ------------------- | ------------------- | ------------------- | ------------------- | ------------------- | ------------------- | ------------------- | ------------------- | ------------------- | ------------------- |
| 1864                | 1878                | 1890                | 1900                | 1911                | 1920                | 1930                | 1940                | 1950                | 1960                | 1970                | 1981                | 1991                | 2001                | 2011                |
| 2.635               | 3.213               | 4.124               | 2.008               | 2.232               | 2.171               | 2.685               | 3.297               | 4.170               | 4.569               | 5.498               | 7.333               | 9.526               | 10.615              | 10.363              |